# Journey (альбом Journey)
Journey — дебютный студийный альбом американской рок-группы Journey, выпущенный 1 апреля 1975 года лейблом Columbia Records. В отличие от более поздних записей, этот диск сочетает в себе прогрессивный рок и джаз-фьюжн. Также это единственный альбом с участием ритм-гитариста Джорджа Тикнера.

## Об альбоме
Этот диск показал внушительные способности ребят как джаз-музыкантов, а также в полной мере открыл потенциал «Journey» как рок-группы. 
Это джаз-фьюжн/прог-рок альбом, фокусирующийся, в основном, на инструментальных талантах группы.
До выхода альбома группа записала демо с теми же песнями, но в разном порядке и с Прейри Принцем в качестве барабанщика. Были также дополнительные треки, в том числе инструментальные пьесы, которые не попали в конечный продукт, включая оригинальный заглавный трек демо-альбома «Charge of the Light Brigade». Он вышел в 2003 году как бутлег.
Также это единственный альбом с участием ритм-гитариста Джорджа Тикнера.
Альбом не достиг большого успеха в чартах, поднявшись только до 138-й позиции, хотя содержал достаточно новаторские композиции «Of A Lifetime», «Kohoutek», «Mystery Mountain» и «Topaz», которые были исполнены на высоком техническом уровне.

## Список композиций
| №  | Название                  | Автор(ы)                            | Длительность |
| -- | ------------------------- | ----------------------------------- | ------------ |
| 1. | «Of a Lifetime»           | Грегг Роули, Джордж Тикнер, Нил Шон | 6:54         |
| 2. | «In the Morning Day»      | Роули, Росс Вэлори                  | 4:27         |
| 3. | «Kohoutek» (инструментал) | Шон, Роули                          | 6:46         |

| №                   | Название                               | Автор(ы)                    | Длительность |
| ------------------- | -------------------------------------- | --------------------------- | ------------ |
| 4.                  | «To Play Some Music»                   | Роули, Шон                  | 3:19         |
| 5.                  | «Topaz» (инструментал)                 | Тикнер                      | 6:12         |
| 6.                  | «In My Lonely Feeling / Conversations» | Роули, Вэлори               | 5:01         |
| 7.                  | «Mystery Mountain»                     | Роули, Тикнер, Диана Вэлори | 4:23         |
| Общая длительность: | Общая длительность:                    | Общая длительность:         | 37:01        |

## Участники записи
- Нил Шон — соло-гитара
- Грегг Роули — клавишные, вокал
- Джордж Тикнер — ритм-гитара
- Росс Вэлори — бас-гитара
- Эйнсли Данбар — ударные